# Рудикова, Любовь Михайловна
Любовь Михайловна Рудикова (род. 6 октября 1952, Петропавловка, Воронежская область) — государственный деятель, депутат Государственной думы четвёртого созыва.

## Биография
С 1972 по 1975 год училась в Верхнеозерском сельскохозяйственном техникуме на агрономическом факультете. С 1976 по 1984 год училась в Воронежском сельскохозяйственном институте.

### Депутат госдумы
В 2003 году избрана депутатом Государственной Думы четвёртого созыва от избирательного объединения Партия «Единство» и «Отечество» — Единая Россия. Член фракции «Единая Россия». Член Комитета ГД по аграрным вопросам.

## Награды
- Медаль ордена «За заслуги перед Отечеством» II степени (28 марта 2007 года) — за заслуги в законотворческой деятельности, укреплении и развитии российской государственности[2]